# Misión de Santa María de los Ángeles

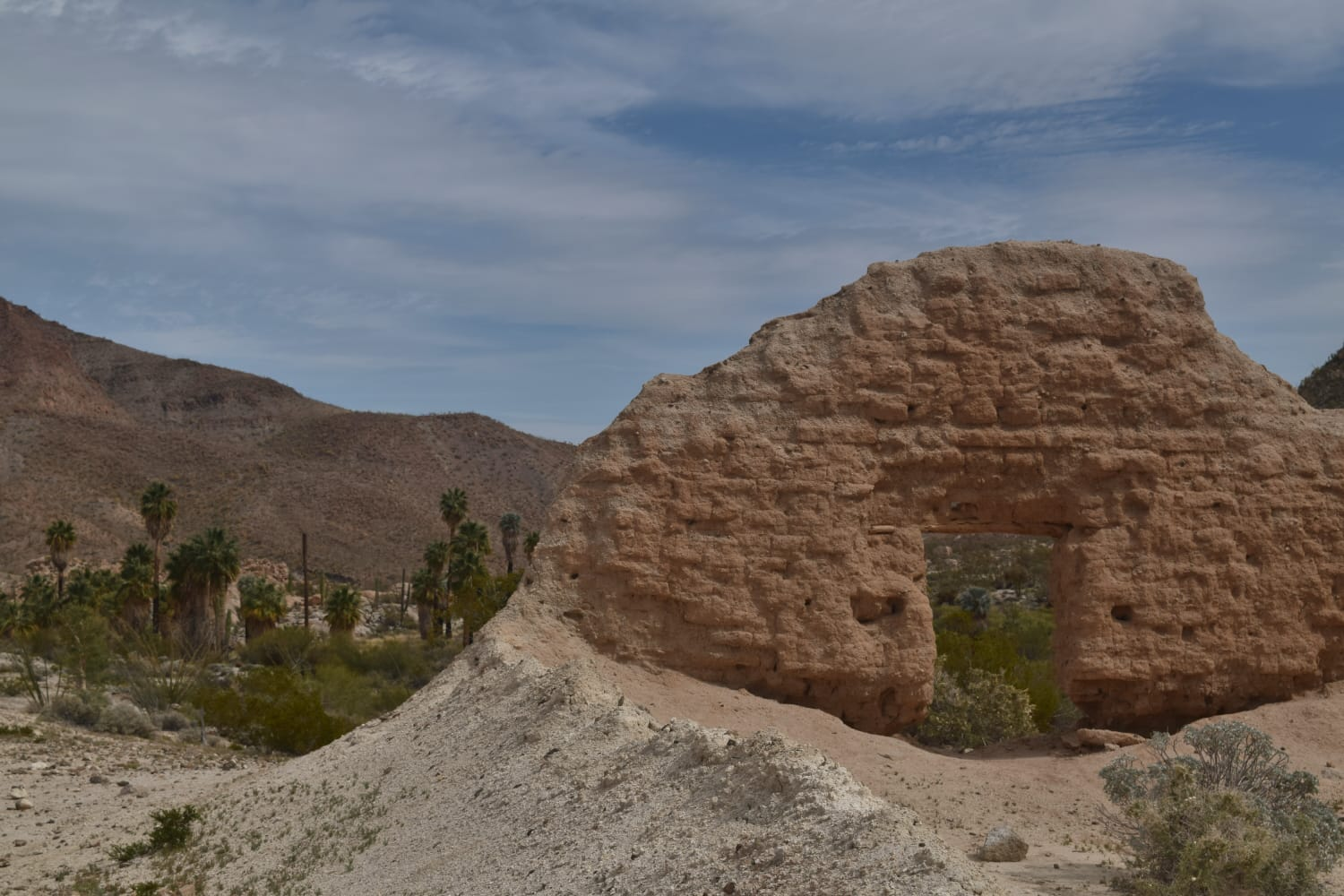
Ruinas de la misión Santa María de los Angeles en 2023

La Misión de Santa María de los Ángeles fue la última de las misiones establecidas por los jesuitas en Baja California, esto en 1767. Victoriano Arnés fundó la misión para reemplazar el sitio insatisfactorio de Calamajué meses antes de que los jesuitas fueran expulsados de Baja California. 
El nombre fue en honor a la Duquesa de Gandía, María Ana Antonia Luisa de Borja-Centelles y Fernández de Córdoba, quien hiciera una donación monetaria para las misiones Baja Californianas en 1747.

## Historia
El sitio era dominado por el pueblo cochimí, llamado en su lengua nativa Cabujakaamung ("Arroyo de peñas"), al oeste de la Bahía de San Luis Gonzaga, a 22 kilómetros del Rancho Santa Inés y al sur de Cataviña.
El sitio de misión fue visitada por el jesuita Fernando Consag y Wenceslao Linck. Tras el establecimiento de la Misión de San Fernando Velicatá, Santa María se vio reducida de estatus a una visita, o misión subordinada, administrada por los Franciscanos. La visita fue abandonada en 1818. Solo algunas paredes y corrales de piedra sobreviven en el sitio.